# Standbeeld van Johan Adolf Pengel

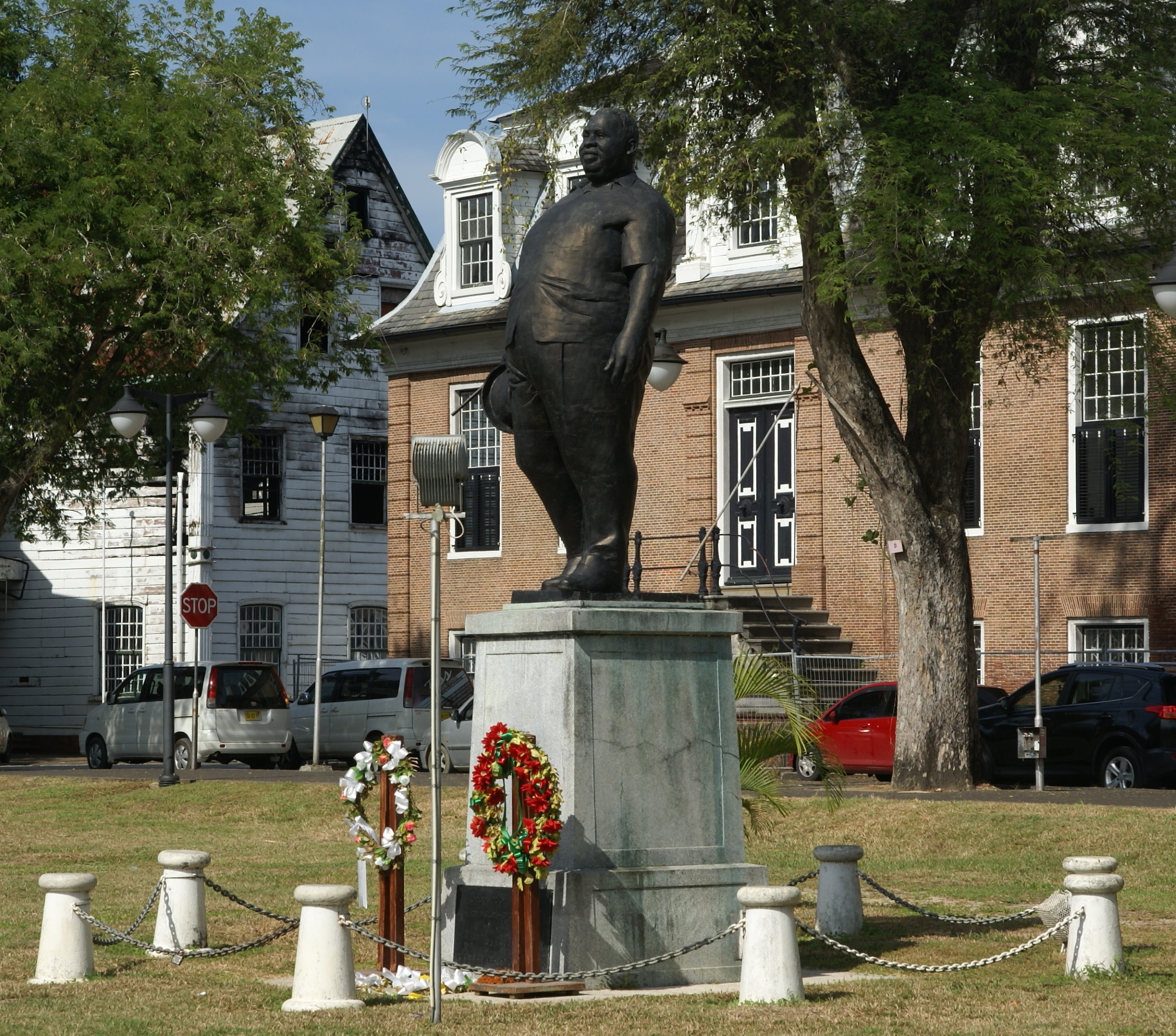
Het standbeeld van Pengel

Het standbeeld van Johan Adolf Pengel, ook bekend als standbeeld van Jopie Pengel, staat op het Onafhankelijkheidsplein in Paramaribo, Suriname.
Johan Adolf Pengel (1916-1970) had vooral in de periode 1950-1970 grote invloed op de politieke ontwikkelingen in Suriname. In de periode 1963-1969 was hij minister-president.
Het standbeeld staat recht voor het Ministerie van Financiën. Het werd ontworpen door Stuart Robles de Medina. Het is het eerste in Suriname gegoten bronzen beeld.
Het werd op 5 juni 1974 geplaatst op de plek waar daarvoor nog het beeld van Van Asch van Wijk stond. Het beeld is 3,5 meter hoog.
De plaquette onder op het standbeeld heeft de tekst: 
johan adolf pengel
minister-president
van
1963-1969
hulde van het surinaamse volk